# 1499
Il 1499 (MCDXCIX in numeri romani) è un anno  del XV secolo.

## Eventi
- Gennaio – Il reggente asburgico del Tirolo, per far valere i diritti imperiali nei confronti del Vescovo di Coira e della Lega Caddea, occupa militarmente la Val Venosta e la Val Monastero: inizia la Guerra sveva con la Confederazione svizzera.
- 7 aprile – Viene fondata l'Università di Valencia.
- 22 maggio – Battaglia della Calva: vittoria decisiva delle Tre Leghe sulle truppe asburgiche.
- 27 giugno – Amerigo Vespucci compie il suo primo viaggio, insieme agli spagnoli Alonso de Ojeda e Juan de la Cosa nell'America Meridionale scoperta l'anno prima da Colombo. In questo viaggio Amerigo Vespucci individuò la laguna di Maracaibo ribattezzandola "Piccola Venezia", da cui il nome Venezuela.
- Agosto – Con la Battaglia di Lepanto ha inizio la Seconda guerra turco-veneziana.
- 22 settembre – Pace di Basilea tra la Confederazione degli 8 cantoni e la Lega sveva dell'imperatore Massimiliano I d'Asburgo: termina la Guerra sveva.
- Invasione turca dell'Europa centro-orientale (devastate anche zone dell'odierno Friuli Venezia Giulia).
- Luigi XII scende in guerra con l'Italia. Per ottenere Napoli e Milano, coinvolse il Papa Alessandro Borgia, la Romagna. Tra l'altro, il Papa Alessandro Borgia voleva ottenere per il figlio Cesare (il Valentino) un principato in Romagna.

## Nati

### Gennaio
- 6 gennaio - Giovanni d'Avila, presbitero e santo spagnolo († 1569)
- 20 gennaio - Sebastian Franck, umanista tedesco († 1542)
- 29 gennaio - Katharina von Bora, monaca cristiana tedesca († 1552)

### Febbraio
- 10 febbraio - Thomas Platter, scrittore svizzero († 1582)

### Marzo
- 6 marzo - Gjon Buzuku, vescovo cattolico albanese († 1577)
- 10 marzo - Alfonso II Piccolomini, politico italiano († 1559)
- 22 marzo - Johann Carion, astronomo tedesco († 1537)
- 31 marzo - Papa Pio IV, papa, vescovo cattolico e cardinale italiano († 1565)

### Giugno
- 24 giugno - Johann Brenz, teologo tedesco († 1570)

### Luglio
- 3 luglio - Piero Vettori, scrittore, filologo classico e umanista italiano († 1585)
- 17 luglio - Maria Salviati, nobildonna italiana († 1543)
- 29 luglio - Francesco d'Ambra, commediografo italiano († 1558)

### Agosto
- 24 agosto - Bartolomé de la Cueva y Toledo, cardinale e arcivescovo cattolico spagnolo († 1562)

### Settembre
- 8 settembre - Pietro Martire Vermigli, teologo italiano († 1562)

### Ottobre
- 13 ottobre - Claudia di Francia, sovrana († 1524)
- 22 ottobre - Vincenzo Massilla, giurista e politico italiano († 1580)
- 31 ottobre - Günther XL di Schwarzburg, conte tedesco († 1552)

### Novembre
- 1º novembre - Rodrigo d'Aragona, nobile italiano († 1512)
- 24 novembre - Silvestro Aldobrandini, avvocato, giurista e politico italiano († 1559)

### Dicembre
- 8 dicembre - Sebald Heyden, compositore e cantore tedesco († 1561)

### Senza giorno specificato
- Gabriele Adorno, nobile e generale italiano († 1572)
- Johannes Aepinus, teologo tedesco († 1553)
- Cornelis Anthonisz, pittore olandese († 1553)
- Hans Asper, pittore svizzero († 1571)
- Giovanni Giacomo Barba, vescovo cattolico italiano († 1565)
- Antonio Begarelli, scultore italiano († 1565)
- Bernardino de Sahagún, missionario, grammatico e antropologo spagnolo († 1590)
- Martin Borrhaus, umanista e teologo tedesco († 1564)
- Adrianus Petit Coclico, compositore fiammingo
- Michael Coxcie, pittore fiammingo († 1592)
- Giovanni IV Crispo, duca († 1564)
- Vincenzo Diedo, politico e patriarca cattolico italiano († 1559)
- Bartolomé Ferrelo, esploratore spagnolo († 1550)
- Niccolò Tartaglia, matematico italiano († 1557)
- Niccolò Gaddi, cardinale e vescovo cattolico italiano († 1552)
- Agostino Gallo, agronomo italiano († 1570)
- Ottavio Gentile Oderico, doge († 1575)
- Cristoforo Giacobazzi, cardinale e vescovo cattolico italiano († 1540)
- Pirro Gonzaga, condottiero italiano († 1528)
- Sigismondo I Gonzaga, condottiero italiano († 1530)
- Cesare Hercolani, condottiero italiano († 1534)
- Andrés Laguna, umanista e farmacologo spagnolo († 1559)
- Jan Łaski, teologo polacco († 1560)
- Stefano Magno, storico italiano († 1572)
- Laurentius Petri, arcivescovo luterano svedese († 1573)
- Pietro d'Alcántara, religioso, presbitero e santo spagnolo († 1562)
- Juan Rodríguez Cabrillo, esploratore portoghese († 1543)
- Virgilio Rosario, cardinale e vescovo cattolico italiano († 1559)
- Christoph Rudolff, matematico tedesco († 1545)
- Pietro Tagliavia d'Aragona, cardinale e arcivescovo cattolico italiano († 1558)
- Lorenzo Torrentino, tipografo e umanista olandese († 1563)
- Bartholomäus Westheimer, teologo tedesco († 1567)
- Costanza da Correggio, nobildonna italiana († 1563)
- Giovanna III di Cardona, nobile spagnola († 1564)

- Ming vongola artica : essere vivente più longevo al mondo, pescato nel 2006

## Morti
- 9 gennaio - Giovanni I di Brandeburgo, principe tedesco (n. 1455)
- 27 gennaio - Antonello Sanseverino, nobile italiano (n. 1458)
- 8 marzo - Cristoforo Castiglione, militare e cavaliere medievale italiano (n. 1456)
- 8 marzo - Gaspare Ambrogio Visconti, poeta e letterato italiano (n. 1461)
- 24 marzo - Edward Stafford, II conte di Wiltshire, nobile inglese (n. 1470)
- 7 aprile - Galeotto I Pico della Mirandola, condottiero e nobile italiano (n. 1442)
- 22 aprile - Bernardino Gadolo, religioso e letterato italiano (n. 1463)
- 12 maggio - Alamanno Rinuccini, umanista italiano (n. 1426)
- 22 maggio - Pasquale Diaz Garlon, nobiluomo italiano
- 12 giugno - Adriano Fiorentino, scultore e medaglista italiano
- 6 agosto - Jean Bilhères de Lagraulas, abate, vescovo cattolico e cardinale francese
- 8 agosto - Nicolò Franco, vescovo cattolico italiano
- 14 agosto - Luigi Capra, vescovo cattolico italiano (n. 1437)
- 29 agosto - Alesso Baldovinetti, pittore italiano (n. 1427)
- 12 settembre - Iolanda di Savoia, principessa (n. 1487)
- 1º ottobre - Marsilio Ficino, filosofo, umanista e astrologo italiano (n. 1433)
- 1º ottobre - Paolo Vitelli, condottiero e cavaliere medievale italiano (n. 1461)
- 5 ottobre - Nicoletto Vernia, filosofo, astrologo e medico italiano (n. 1428)
- 8 novembre - Camillo Boiardo, nobile italiano (n. 1480)
- 23 novembre - Perkin Warbeck, nobile inglese (n. 1474)
- 28 novembre - Edoardo Plantageneto, XVII conte di Warwick, principe inglese (n. 1475)
- 25 dicembre - István Zápolya, nobile ungherese
- Paolo Attavanti, religioso italiano (n. 1445)
- Giacomo Bacio Terracina, vescovo cattolico italiano
- Tursun Beg, storico e scrittore ottomano (n. 1420)
- Lucio Bellanti, condottiero e astrologo italiano
- Laura Cereta, umanista e scrittrice italiana (n. 1469)
- Ambrogio Contarini, ambasciatore e esploratore italiano (n. 1429)
- Niccolò Cybo, cardinale italiano
- Alfonso Díaz de Montalvo, giurista spagnolo (n. 1405)
- Huitzilatzin
- Guidaccio Manfredi, mercenario italiano
- Francesco Prendilacqua, umanista italiano
- Rennyo, monaco buddista giapponese (n. 1415)
- Antonio Rizzo, scultore e architetto italiano
- Paolo Antonio Soderini, giurista e ambasciatore italiano (n. 1448)
- Jacopo da Montagnana, pittore italiano
- Giovanni da Padova, architetto italiano (n. 1428)
- Adrián de Moxica, nobile, esploratore e navigatore spagnolo (n. 1453)
- Çandarlı İbrahim Pascià II, politico ottomano (n. 1429)

## Calendario
| Calendario 1499 | Calendario 1499 | Calendario 1499 | Calendario 1499 | Calendario 1499 | Calendario 1499 | Calendario 1499 | Calendario 1499 | Calendario 1499 | Calendario 1499 | Calendario 1499 | Calendario 1499 | Calendario 1499 | Calendario 1499 | Calendario 1499 | Calendario 1499 | Calendario 1499 | Calendario 1499 | Calendario 1499 | Calendario 1499 | Calendario 1499 | Calendario 1499 | Calendario 1499 | Calendario 1499 | Calendario 1499 | Calendario 1499 | Calendario 1499 | Calendario 1499 | Calendario 1499 | Calendario 1499 | Calendario 1499 | Calendario 1499 | Calendario 1499 |
| --------------- | --------------- | --------------- | --------------- | --------------- | --------------- | --------------- | --------------- | --------------- | --------------- | --------------- | --------------- | --------------- | --------------- | --------------- | --------------- | --------------- | --------------- | --------------- | --------------- | --------------- | --------------- | --------------- | --------------- | --------------- | --------------- | --------------- | --------------- | --------------- | --------------- | --------------- | --------------- | --------------- |
|                 | 1               | 2               | 3               | 4               | 5               | 6               | 7               | 8               | 9               | 10              | 11              | 12              | 13              | 14              | 15              | 16              | 17              | 18              | 19              | 20              | 21              | 22              | 23              | 24              | 25              | 26              | 27              | 28              | 29              | 30              | 31              |                 |
| Gennaio         | Ma              | Me              | Gi              | Ve              | Sa              | Do              | Lu              | Ma              | Me              | Gi              | Ve              | Sa              | Do              | Lu              | Ma              | Me              | Gi              | Ve              | Sa              | Do              | Lu              | Ma              | Me              | Gi              | Ve              | Sa              | Do              | Lu              | Ma              | Me              | Gi              |                 |
| Febbraio        | Ve              | Sa              | Do              | Lu              | Ma              | Me              | Gi              | Ve              | Sa              | Do              | Lu              | Ma              | Me              | Gi              | Ve              | Sa              | Do              | Lu              | Ma              | Me              | Gi              | Ve              | Sa              | Do              | Lu              | Ma              | Me              | Gi              |                 |                 |                 |                 |
| Marzo           | Ve              | Sa              | Do              | Lu              | Ma              | Me              | Gi              | Ve              | Sa              | Do              | Lu              | Ma              | Me              | Gi              | Ve              | Sa              | Do              | Lu              | Ma              | Me              | Gi              | Ve              | Sa              | Do              | Lu              | Ma              | Me              | Gi              | Ve              | Sa              | Do              |                 |
| Aprile          | Lu              | Ma              | Me              | Gi              | Ve              | Sa              | Do              | Lu              | Ma              | Me              | Gi              | Ve              | Sa              | Do              | Lu              | Ma              | Me              | Gi              | Ve              | Sa              | Do              | Lu              | Ma              | Me              | Gi              | Ve              | Sa              | Do              | Lu              | Ma              |                 |                 |
| Maggio          | Me              | Gi              | Ve              | Sa              | Do              | Lu              | Ma              | Me              | Gi              | Ve              | Sa              | Do              | Lu              | Ma              | Me              | Gi              | Ve              | Sa              | Do              | Lu              | Ma              | Me              | Gi              | Ve              | Sa              | Do              | Lu              | Ma              | Me              | Gi              | Ve              |                 |
| Giugno          | Sa              | Do              | Lu              | Ma              | Me              | Gi              | Ve              | Sa              | Do              | Lu              | Ma              | Me              | Gi              | Ve              | Sa              | Do              | Lu              | Ma              | Me              | Gi              | Ve              | Sa              | Do              | Lu              | Ma              | Me              | Gi              | Ve              | Sa              | Do              |                 |                 |
| Luglio          | Lu              | Ma              | Me              | Gi              | Ve              | Sa              | Do              | Lu              | Ma              | Me              | Gi              | Ve              | Sa              | Do              | Lu              | Ma              | Me              | Gi              | Ve              | Sa              | Do              | Lu              | Ma              | Me              | Gi              | Ve              | Sa              | Do              | Lu              | Ma              | Me              |                 |
| Agosto          | Gi              | Ve              | Sa              | Do              | Lu              | Ma              | Me              | Gi              | Ve              | Sa              | Do              | Lu              | Ma              | Me              | Gi              | Ve              | Sa              | Do              | Lu              | Ma              | Me              | Gi              | Ve              | Sa              | Do              | Lu              | Ma              | Me              | Gi              | Ve              | Sa              |                 |
| Settembre       | Do              | Lu              | Ma              | Me              | Gi              | Ve              | Sa              | Do              | Lu              | Ma              | Me              | Gi              | Ve              | Sa              | Do              | Lu              | Ma              | Me              | Gi              | Ve              | Sa              | Do              | Lu              | Ma              | Me              | Gi              | Ve              | Sa              | Do              | Lu              |                 |                 |
| Ottobre         | Ma              | Me              | Gi              | Ve              | Sa              | Do              | Lu              | Ma              | Me              | Gi              | Ve              | Sa              | Do              | Lu              | Ma              | Me              | Gi              | Ve              | Sa              | Do              | Lu              | Ma              | Me              | Gi              | Ve              | Sa              | Do              | Lu              | Ma              | Me              | Gi              |                 |
| Novembre        | Ve              | Sa              | Do              | Lu              | Ma              | Me              | Gi              | Ve              | Sa              | Do              | Lu              | Ma              | Me              | Gi              | Ve              | Sa              | Do              | Lu              | Ma              | Me              | Gi              | Ve              | Sa              | Do              | Lu              | Ma              | Me              | Gi              | Ve              | Sa              |                 |                 |
| Dicembre        | Do              | Lu              | Ma              | Me              | Gi              | Ve              | Sa              | Do              | Lu              | Ma              | Me              | Gi              | Ve              | Sa              | Do              | Lu              | Ma              | Me              | Gi              | Ve              | Sa              | Do              | Lu              | Ma              | Me              | Gi              | Ve              | Sa              | Do              | Lu              | Ma              |                 |